# معابد كهف بادامي
معابد كهف بادامي عبارة عن مجمع مكون من كهوف هندوسية وجاينية تقع في بادامي، وهي بلدة في منطقة باجالكوت في الجزء الشمالي من كارناتاكا، الهند. تُعد الكهوف مثالًا عن العمارة الهندية الصخرية، وخاصة عمارة بادامي تشالوكيا التي يعود تاريخها إلى القرن السادس. عُرفت بادامي سابقًا باسم فاتابي بادامي، عاصمة سلالة تشالوكيا المبكرة التي حكمت جزءًا كبيرًا من كارناتاكا منذ القرن السادس وحتى القرن الثامن. تقع بادامي على الضفة الغربية لبحيرة صناعية محاطة بجدار ترابي مزود بدرجات ترابية، يحيط بها من الشمال والجنوب حصون بُنيت في أوقات لاحقة.
تمثل معابد كهف بادامي بعضًا من أقدم الأمثلة المعروفة للمعابد الهندوسية في منطقة ديكان. حولوا مع المعابد في آي - هولي وادي نهر مالابرابها إلى مهد لعمارة المعبد الذي أثر على مكونات المعابد الهندوسية في وقت لاحق في أماكن أخرى من الهند.
تقع الكهوف من 1 إلى 4 في منحدر التل ضمن تشكيل من الحجر الرملي البادامي الناعم، إلى الجنوب الشرقي من المدينة. يوجد في الكهف 1، بين العديد من تماثيل الآلهة والموضوعات الهندوسية، نحت بارز للإله شيفا مؤديًا رقصة التاندافا بوصفه على أنه ناتاراجا. يشبه الكهف 2 غالبًا الكهف 1 من ناحية التصميم والأبعاد، ويضم موضوعات هندوسية يكون فيها النحت البارز لتريفيكراما هو الأكبر. الكهف 3 هو الأكبر بين الكهوف ويضم الأساطير ذات الصلة بفيشنو وهو أيضًا أكثر الكهوف المنحوتة تعقيدًا من ناحية النحت في المجمع. خُصص الكهف 4 لشخصيات الجانية المبجلة. تمتلك معابد بادامي كهوفًا إضافية حول البحيرة قد يكون أحدها كهفًا بوذيًا. اكتُشف كهف آخر في عام 2015، على بعد نحو 500 متر من الكهوف الرئيسية الأربعة مع 27 نقشًا هندوسيًا.

## الموقع الجغرافي
تقع معابد كهف بادامي في بلدة بادامي في الجزء الشمالي الأوسط من كارناتاكا، الهند. تقع المعابد على بعد نحو 142 كم شرق بلجاوم و140 كم شمال غرب هامبي. يقع نهر مالابرابها على بعد 4.8 كم. تقع معابد الكهف على بعد 23 كم من موقع التراث العالمي لليونسكو المعروف باسم الباتاداكال و35 كم من آي- هولين وهو موقع آخر يضم أكثر من مئة أثر قديم من العصور الوسطى المبكرة تنتمي جميعها للهندوسية والجاينية والبوذية.
تقع بادامي التي يُشار إليها باسم فاتابي وفاتابيبورا وفلتابيناجاري وأغاستيا تيرثا في النصوص التاريخية، عاصمة سلالة تشالوكيا في القرن السادس، عند نقطة الخروج من واد بين منحدرين من المنحدرات الجبلية شديدة الانحدار. نُحتت أربعة معابد كهفية في منحدر التل إلى الجنوب الشرقي من المدينة في وجه الحجر الصخري المترابط. يقع الجرف فوق بحيرة صناعية تُسمى أغاستيا تيرثا، أُنشئت من سد ترابي يواجه درجات حجرية. يقع أول معبد كهفي إلى الطرف الغربي من هذا الجرف في أدنى نقطة له. الكهف 3 هو الكهف الأكبر والأعلى، ويقع في أقصى الشرق على الجانب الشمالي من التل. يقع الكهف 4 على بعد خطوات قليلة نحو الأسفل وشرقًا.